# Setodes sagaritis
Setodes sagaritis is een schietmot uit de familie Leptoceridae. De soort komt voor in het Oriëntaals gebied.